# Стадницкий, Антоний Вацлав
Антоний Вацлав Михал Эгидий Франтишек Стадницкий (пол. Antoni Wacław Stadnicki; 28 сентября 1771, Опатув — 15 августа 1836, Тшциница) — польский помещик и историк.

## Биография
Представитель польского дворянского рода Стадницих герба «Шренява без креста». Один из двух сыновей старосты остшешувского Франтишека Стадницкого (1742—1810) и Терезы Венжик.
В 1791 году Антоний Стадницкий был членом комиссии по гражданско-военной Велюньской земли. В 1792 году он был избран от земского сеймика Калишской земли в качестве делегата к королю с благодарностью за Конституцию 3 мая. После Третьего раздела Речи Польский Антоний Стадницкий путешествовал, был, в частности, в Голландии. После возвращения на родину он вначале поселился Дукле, потом в имении Жмигруд, купленном в 1801 году. Был членом учрежденного в 1810 году в Варшаве аграрно-экономического общества. В 1812—1819 годах осуществлял надзор за участком Дукля венгерского почтового тракта. В 1815 году Антоний Стадницкий поручил составить каталог, собранной в Жмигруде библиотеки, книжный фонд которой насчитывал 1774 тома. С 1800 года он собирал книги, был владельцем части коллекции графа Эвариста Куропатницкого, вел переписку и обмен книгами с Юзефом Максимилианом Оссолинским. 15 ноября 1826 года он стал почетным членом вновь созданного Краковского научного общества. Проводил исследования по средневековью, истории евреев и истории Подкарпатской области. Был покровителем львовских научных журналов, Львовского дневника и польской пчелы. С 1827 года он был членом Галицийского станового сейма.
В 1801 году граф Антоний Вацлав Стадницкий женился на княжне Жозефе Яблоновской (1780—1861), младшей дочери старосты вишневского Станислава Яблоновского (1750—1806) и Анны Семеньской. У супругов было четверо сыновей:
- Казимир Стадницкий
- Александр Стадницкий
- Владислав Стадницкий
- Зигмунд Стадницкий, священник.